# Mmm...Cookies - Sweet Hamster Like Jewels from America!
Mmm...Cookies - Sweet Hamster Like Jewels From America! (ou simplesmente LP Underground 8 e abreviado como LPU 8) é o oitavo CD lançado pela banda americana de rock Linkin Park para o seu fanclub oficial, o LP Underground. O EP foi atribuído a um grupo de ficção chamado "MMM...Cookies" e foi lançado em dezembro de 2008.

## Mmm...Cookies
No CD diz:
"MMM...Cookies é um grupo de super estrelas envolto em lendas e mistérios. Sabe-se que suas interpretações secretas concluem com o desaparecimento de todo o espaço no ar. É rumores de que, embora sejam extremamente habilidosos e talentosos com as mãos , eles escolhem tocar seus instrumentos com suas mentes.
Alguns dizem que o nome dos grupos foi passado de uma civilização antiga que abriu árvores que cresceu a partir da fonte do conhecimento - e cuja palavra clara para "epifania" era "Kükkës" ... outros dizem que vem de um show de jogo japonês subterrâneo onde os concorrentes foram forçados a executar uma pista de obstáculos mortal, e o último em pé ganhou nada além de honra e uma sobremesa assada ... e outros ainda acreditam na conhecida lenda de um caçador de narcais que desistiu da lança a pedido de um linda princesa - que acabou por ser feita de chocolate.
Seja qual for o conto que você escolher acreditar, a música neste CD é o equivalente a composição de Bigfoot; histórias sobre histórias foram passadas em rumores de sua existência, mas nenhuma prova existe... até agora".

## Antecedentes
Durante a edição de 2007 do Projekt Revolution Tour, o Linkin Park começou a vender CDs no stand de merch em cada um dos shows, esses CDs continham códigos de download que permitiam que a pessoa baixasse uma gravação de áudio profissional do show que eles passaram no CD. Mike Shinoda incentivou os fãs a compartilharem as gravações livremente entre si.
No final do ano, a banda anunciou que o LP Underground 7, seria uma compilação das melhores gravações do Projekt Revolution 2007. A notícia não foi bem recebida pelos fãs desde que Mike lhes deu permissão para compartilhar os shows completos e em todos os sites de fãs, os tinham disponíveis para download gratuito. Os fãs também criticaram o fato de que as gravações no CD foram censuradas.
Após a pouca recepção do CD e os fãs dizendo à banda que não queriam mais gravações ao vivo nos CDs Underground do LP, a banda decidiu fazer algo diferente para o LPU 8.0. Mike escreveu em seu blog: "Nós ouvimos seus comentários sobre o último LPU, que precisam ter um material mais exclusivo, então estamos tentando fazer isso. Eu acho que o LPU deste ano será um dos melhores de todos; será o mais exclusivo. Aqui está o que não será: faixas ao vivo, nova música inédita do álbum Linkin Park. (insira o jogo de adivinhação frenético aqui)".

## Faixas
Todas as faixas escritas e compostas por Mike Shinoda e Chester Bennington. 
| Faixas do CD   |                            |         |  |
| N.º            | Título                     | Duração |  |
| 1.             | "You Ain't Gotsta Gotsta"  | 0:58    |  |
| 2.             | "Bubbles"                  | 2:22    |  |
| 3.             | "No Laundry"               | 0:57    |  |
| 4.             | "Da Bloos"                 | 1:17    |  |
| 5.             | "PB N' Jellyfish"          | 1:55    |  |
| 6.             | "26 Lettaz In Da Alphabet" | 3:34    |  |
| Duração total: | Duração total:             | 11:03   |  |

## Recepção
Após o seu lançamento, Sweet Hamster Like Jewels From America! recebeu uma recepção fraca dos fãs, que se sentiram desrespeitados por seu conteúdo.
Em resposta aos fãs, Mike Shinoda escreveu nos fóruns oficiais do Linkin Park Underground: "Embora algumas pessoas pensem que o CD é ótimo (acho que é divertido), eu li alguns comentários sobre o LPU8 que disseram que sentiram que estávamos 'dando uma bofetada na cara dos fãs' com esse CD. Para qualquer um de vocês que pensa que fizemos isso como uma forma de desrespeito para os fãs, posso assegurar de todo o coração que não há absolutamente nenhum cenário em que isso seja o caso. Em nossas mentes, você riria conosco sobre este CD, da mesma forma que você ri com os momentos mais divertidos da LPTV ou o DVD 'Frat Party'. Alguns de vocês responderam desse jeito ao CD, e outros não".